# Musashi Suzuki
Musashi Suzuki (鈴木 武蔵?, Suzuki Musashi; Montego Bay, 11 febbraio 1994) è un calciatore giapponese, di origini giamaicane, attaccante dello Yokohama FC.

## Biografia
Suo padre Robert Hamilton è giamaicano, mentre sua madre Mariko Suzuki è giapponese, la madre si trasferì in Giamaica lavorando nel turismo e nella ristorazione, Musashi è nato in Giamaica, ma all'età di sei anni si trasferì in Giappone, anche per via della sua passione per il calcio dato che non trovava stimoli nel territorio giamaicano. Ha giocato nella squadra di calcio del proprio liceo, il Kiryu Daiichi High School della prefettura di Gunma. Ha un fratello minore di nome Sho.

## Caratteristiche tecniche
Gioca sia come punta centrale che come seconda punta, dotato di buone doti atletiche è capace di segnare di testa per merito del suo buon stacco aereo, è un bravo rigorista, e sebbene sia di piede destro è in grado di esprimere bene le sue doti di finalizzatore calciando anche con il piede sinistro. Riesce a trovare il gol tirando sia dalla corta che dalla media distanza, è ed capace di segnare calciando anche di prima intenzione.

## Carriera

### Club

#### Albirex Niigata e Mito HollyHock
Il suo debutto nel professionismo ha inizio il 4 aprile 2012 nella Coppa del Giappone con la maglia dell'Albirex Niigata perdendo per 1-0 contro lo Shimizu S-Pulse, segnerà invece la sua prima rete con il gol del 4-3 battendo l'Omiya Ardija. Nell'edizione successiva, quella del 2013, segnerà la sua prima doppietta vincendo per 3-1 contro il Tokushima Vortis, inoltre sarà autore della rete del 1-0 con cui vinceranno contro il Ventforet Kofu. Nell'edizione 2014 della Coppa dell'Imperatore segnerà la sua prima tripletta vincendo per 8-1 contro il Saurcos Fukui. Giocherà in prestito nel 2015 con il Mito HollyHock nella seconda divisione, la J2 League, segnando in tutto tre reti per la squadra: nel campionato contro il Giravanz Kitakyushu e il Tochigi SC entrambe finite in pareggio per 2-2, e poi un altro nell'edizione 2015 della Coppa dell'Imperatore battendo per 4-2 il ReinMeer Aomori. Nel 2016 tornerà poi a giocare per l'Albirex Niigata segnando la sua ultima rete per la squadra il 14 maggio 2017 perdendo per 6-1 contro l'Urawa Red Diamonds.

#### Matsumoto Yamaga e V-Varen Nagasaki
Dopo una breve esperienza con il Matsumoto Yamaga nel 2017 nella J2 League, con un totale di sole nove partite, tornerà a giocare in prima divisione con il V-Varen Nagasaki, segnando la sua prima rete per la squadra nell'edizione 2018 della J1 League pareggiando per 2-2 contro il Sagan Tosu, con una sua rete la squadra batterà per 1-0 lo Shimizu S-Pulse, inoltre segnerà una tripletta vincendo per 4-3 ai danni del Nagoya Grampus. Segnerà un gol nella Coppa dell'Imperatore contro lo Shonan Bellmare la partita finirà in parità per 1-1 e ai rigori Suzuki segnerà dal dischetto, ma la squadra perderà per 4-3.

#### Consadole Sapporo e Beerschot
Nel 2019 inizierà a giocare per il Consadole Sapporo e sarà a un passo dal vincere l'edizione 2019 della Coppa del Giappone, segnando una triplette nella vittoria per 4-1 contro lo Shonan Bellmare, sarà inoltre autore di una doppietta battendo il V-Varen Nagasaki per 6-3, segnerà un gol vincendo per 2-1 contro il Júbilo Iwata, e con una sua rete la squadra prevarrà per 1-0 contro il Gamba Osaka in semifinale, per poi affrontare il Kawasaki Frontale nell'ultima partita, che finirà in pareggio per 3-3 e ai rigori sarà il Kawsaki Frontale ad aggiudicarsi la finale vincendo per 5-4 malgrado Suzuki fosse riuscito a segnare un rigore. Segnerà tredici reti nell'edizione 2019 della J1 League, farà dei gol in varie vittorie come quella per 8-0 contro lo Shimizu S-Pulse, o quella per 3-1 contro il Sagan Tosu, o battendo per 3-2 il Vissel Kobe oltre a quella per 3-0 contro il Nagoya Grampus, e segnerà una doppietta vincendo per 2-0 contro l'Urawa Red Diamonds, e un'altra perdendo per 4-2 contro lo Yokohama F·Marinos. Nell'edizione 2020 del campionato giocherà solo quattro partite, segnando in ognuna di esse con un totale di cinque reti, ma poi nel bel mezzo del campionato lascerà la squadra per trasferirsi in Belgio con il club del Beerschot, segnando la sua prima rete in Pro League nella sconfitta per 3-1 contro il Charleroi, inoltre sarà autore di una doppietta perdendo contro l'Anversa per 3-2. Segnerà dei gol in alcune vittorie come quella per 3-2 contro il Waasland-Beveren o quella per 4-2 contro l'OH Lovanio.

#### Gamba Osaka e ritorno al Consadole Sapporo
Ritorna in Giappone nel 2022, veste la maglia del Gamba Osaka dove segna solo due gol, il primo il 27 agosto dello stesso anno battendo per 2-0 il Nagoya Grampus, mentre il secondo il 25 febbraio 2023 nel pareggio per 1-1 contro il Sagan Tosu. Nella stagione 2024, tornando a giocare per il Consadole Sapporo, durante la Coppa J.League segna un rigore sconfiggendo per 2-1 il Kataller Toyama, mentre nel campionato la squadra si classifica al 19° posto venendo retrocessa in seconda divisione, durante il campionato segna una rete sia contro il Kawasaki Frontale che contro il Nagoya Grampus vincendo per 2-0 entrambe le partite, è inoltre autore di una doppietta nel successo per 4-3 contro gli Urawa Red Diamonds, l'ultima partita è contro il Kashiwa Reysol dove Suzuki serve al suo compagno di squadra Tomoki Kondo l'assist con cui quest'ultimo segna la rete del 1-0 vincendo.

### Nazionale
Con la Nazionale Under-21 giocherà alcune amichevoli nel 2015, segnando una rete nella vittoria per 8-1 contro il Singapore e quattro gol battendo per 9-0 il Myanmar. Con la Nazionale Under-23 giocherà nelle qualificazioni della Coppa d'Asia Under-23 segnando un gol contro il Macau vincendo per 7-0, poi ottenuta la qualificazione il Giappone vincerà il campionato e Suzuki segnerà un gol nella vittoria per 4-1 contro la Thailandia.
Viene convocato per partecipare con la Nazionale Olimpica del Giappone alle Olimpiadi 2016 in Brasile, segnando una rete nella sconfitta per 5-4 contro la Nigeria.
Il 22 marzo 2019 ha debuttato con la nazionale maggiore in occasione dell'amichevole contro la Colombia. Il 10 dicembre 2019 segnerà il suo primo gol con la nazionale battendo per 2-1 la Cina.

## Statistiche

### Presenze e reti nei club
Statistiche aggiornate al 3 dicembre 2023.
| Stagione                 | Club                     | Campionato               | Campionato | Campionato | Coppe nazionali | Coppe nazionali | Coppe nazionali | Coppe continentali | Coppe continentali | Coppe continentali | Altre coppe | Altre coppe | Altre coppe | Totale | Totale |
| Stagione                 | Club                     | Comp                     | Pres       | Reti       | Comp            | Pres            | Reti            | Comp               | Pres               | Reti               | Comp        | Pres        | Reti        | Pres   | Reti   |
| ------------------------ | ------------------------ | ------------------------ | ---------- | ---------- | --------------- | --------------- | --------------- | ------------------ | ------------------ | ------------------ | ----------- | ----------- | ----------- | ------ | ------ |
| 2012                     | Albirex Niigata          | J1                       | 9          | 0          | CG+CdL          | 0+4             | 0+1             | -                  | -                  | -                  | -           | -           | -           | 13     | 1      |
| 2013                     | Albirex Niigata          | J1                       | 15         | 2          | CG+CdL          | 1+2             | 0               | -                  | -                  | -                  | -           | -           | -           | 18     | 2      |
| 2014                     | Albirex Niigata          | J1                       | 29         | 3          | CG+CdL          | 2+6             | 3+3             | -                  | -                  | -                  | -           | -           | -           | 37     | 9      |
| giu. 2014                | J. League U-22           | J3                       | 1          | 0          | -               | -               | -               | -                  | -                  | -                  | -           | -           | -           | 1      | 0      |
| gen.-lug. 2015           | Albirex Niigata          | J1                       | 13         | 1          | CdL             | 2               | 0               | -                  | -                  | -                  | -           | -           | -           | 15     | 1      |
| mar.-ago. 2015           | J. League U-22           | J3                       | 2          | 0          | -               | -               | -               | -                  | -                  | -                  | -           | -           | -           | 2      | 0      |
| Totale J. League U-22    | Totale J. League U-22    | Totale J. League U-22    | 3          | 0          |                 | -               | -               |                    | -                  | -                  |             | -           | -           | 3      | 0      |
| ago.-dic. 2015           | Mito HollyHock           | J2                       | 6          | 2          | CG              | 3               | 1               | -                  | -                  | -                  | -           | -           | -           | 9      | 3      |
| 2016                     | Albirex Niigata          | J1                       | 14         | 0          | CG+CdL          | 3+1             | 0+1             | -                  | -                  | -                  | -           | -           | -           | 18     | 1      |
| gen.-ago. 2017           | Albirex Niigata          | J1                       | 17         | 1          | CG+CdL          | 2+5             | 0               | -                  | -                  | -                  | -           | -           | -           | 24     | 1      |
| Totale Albirex Niigata   | Totale Albirex Niigata   | Totale Albirex Niigata   | 97         | 7          |                 | 28              | 8               |                    | -                  | -                  |             | -           | -           | 125    | 15     |
| ago.-dic. 2017           | Matsumoto Yamaga         | J2                       | 9          | 0          | CG              | 0               | 0               | -                  | -                  | -                  | -           | -           | -           | 9      | 0      |
| 2018                     | V-Varen Nagasaki         | J1                       | 29         | 11         | CG+CdL          | 2+0             | 1+0             | -                  | -                  | -                  | -           | -           | -           | 31     | 12     |
| 2019                     | Consadole Sapporo        | J1                       | 33         | 13         | CG+CdL          | 0+6             | 0+7             | -                  | -                  | -                  | -           | -           | -           | 39     | 20     |
| gen.-ago. 2020           | Consadole Sapporo        | J1                       | 4          | 5          | CdL             | 1               | 1               | -                  | -                  | -                  | -           | -           | -           | 5      | 6      |
| Totale Consadole Sapporo | Totale Consadole Sapporo | Totale Consadole Sapporo | 37         | 18         |                 | 7               | 8               |                    | -                  | -                  |             | -           | -           | 44     | 26     |
| 2020-2021                | Beerschot VA             | D1                       | 26         | 6          | CB              | 1               | 0               | -                  | -                  | -                  | -           | -           | -           | 27     | 6      |
| 2021-2022                | Beerschot VA             | D1                       | 25         | 1          | CB              | 1               | 0               | -                  | -                  | -                  | -           | -           | -           | 26     | 1      |
| Totale Beerschot VA      | Totale Beerschot VA      | Totale Beerschot VA      | 51         | 7          |                 | 2               | 0               |                    | -                  | -                  |             | -           | -           | 53     | 7      |
| lug.-dic. 2022           | Gamba Osaka              | J1                       | 9          | 1          | -               | -               | -               | -                  | -                  | -                  | -           | -           | -           | 9      | 1      |
| 2023                     | Gamba Osaka              | J1                       | 20         | 1          | CG+CdL          | 0+4             | 0               | -                  | -                  | -                  | -           | -           | -           | 24     | 1      |
| Totale Gamba Osaka       | Totale Gamba Osaka       | Totale Gamba Osaka       | 29         | 2          |                 | 4               | 0               |                    | -                  | -                  |             | -           | -           | 33     | 2      |
| Totale carriera          | Totale carriera          | Totale carriera          | 261        | 47         |                 | 46              | 18              |                    | -                  | -                  |             | -           | -           | 307    | 65     |

### Cronologia presenze e reti in nazionale
| Cronologia completa delle presenze e delle reti in nazionale ― Giappone | Cronologia completa delle presenze e delle reti in nazionale ― Giappone | Cronologia completa delle presenze e delle reti in nazionale ― Giappone | Cronologia completa delle presenze e delle reti in nazionale ― Giappone | Cronologia completa delle presenze e delle reti in nazionale ― Giappone | Cronologia completa delle presenze e delle reti in nazionale ― Giappone | Cronologia completa delle presenze e delle reti in nazionale ― Giappone | Cronologia completa delle presenze e delle reti in nazionale ― Giappone |
| Data                                                                    | Città                                                                   | In casa                                                                 | Risultato                                                               | Ospiti                                                                  | Competizione                                                            | Reti                                                                    | Note                                                                    |
| ----------------------------------------------------------------------- | ----------------------------------------------------------------------- | ----------------------------------------------------------------------- | ----------------------------------------------------------------------- | ----------------------------------------------------------------------- | ----------------------------------------------------------------------- | ----------------------------------------------------------------------- | ----------------------------------------------------------------------- |
| 22-3-2019                                                               | Yokohama                                                                | Giappone                                                                | 0 – 1                                                                   | Colombia                                                                | Amichevole                                                              | -                                                                       | 65’                                                                     |
| 26-3-2019                                                               | Kobe                                                                    | Giappone                                                                | 1 – 0                                                                   | Bolivia                                                                 | Amichevole                                                              | -                                                                       | 83’                                                                     |
| 10-9-2019                                                               | Yangon                                                                  | Birmania                                                                | 0 – 2                                                                   | Giappone                                                                | Qual. Mondiali 2022                                                     | -                                                                       | 77’                                                                     |
| 14-11-2019                                                              | Biškek                                                                  | Kirghizistan                                                            | 0 – 2                                                                   | Giappone                                                                | Qual. Mondiali 2022                                                     | -                                                                       | 87’                                                                     |
| 19-11-2019                                                              | Suita                                                                   | Giappone                                                                | 1 – 4                                                                   | Venezuela                                                               | Amichevole                                                              | -                                                                       | 46’                                                                     |
| 10-12-2019                                                              | Busan                                                                   | Cina                                                                    | 1 – 2                                                                   | Giappone                                                                | Coppa dell'Asia orientale 2019                                          | 1                                                                       | 72’                                                                     |
| 18-12-2019                                                              | Busan                                                                   | Corea del Sud                                                           | 1 – 0                                                                   | Giappone                                                                | Coppa dell'Asia orientale 2019                                          | -                                                                       | 79’                                                                     |
| 13-10-2020                                                              | Utrecht                                                                 | Giappone                                                                | 1 – 0                                                                   | Costa d'Avorio                                                          | Amichevole                                                              | -                                                                       | 73’                                                                     |
| 17-11-2020                                                              | Graz                                                                    | Giappone                                                                | 0 – 2                                                                   | Messico                                                                 | Amichevole                                                              | -                                                                       | 26’ 57’                                                                 |
| Totale                                                                  |                                                                         | Presenze                                                                | 9                                                                       |                                                                         | Reti                                                                    | 1                                                                       |                                                                         |

| Cronologia completa delle presenze e delle reti in nazionale ― Giappone Olimpica | Cronologia completa delle presenze e delle reti in nazionale ― Giappone Olimpica | Cronologia completa delle presenze e delle reti in nazionale ― Giappone Olimpica | Cronologia completa delle presenze e delle reti in nazionale ― Giappone Olimpica | Cronologia completa delle presenze e delle reti in nazionale ― Giappone Olimpica | Cronologia completa delle presenze e delle reti in nazionale ― Giappone Olimpica | Cronologia completa delle presenze e delle reti in nazionale ― Giappone Olimpica | Cronologia completa delle presenze e delle reti in nazionale ― Giappone Olimpica |
| Data                                                                             | Città                                                                            | In casa                                                                          | Risultato                                                                        | Ospiti                                                                           | Competizione                                                                     | Reti                                                                             | Note                                                                             |
| -------------------------------------------------------------------------------- | -------------------------------------------------------------------------------- | -------------------------------------------------------------------------------- | -------------------------------------------------------------------------------- | -------------------------------------------------------------------------------- | -------------------------------------------------------------------------------- | -------------------------------------------------------------------------------- | -------------------------------------------------------------------------------- |
| 5-8-2016                                                                         | Manaus                                                                           | Nigeria                                                                          | 5 – 4                                                                            | Giappone                                                                         | Olimpiadi 2016 - 1º turno                                                        | 1                                                                                | 71’                                                                              |
| 11-8-2016                                                                        | Salvador                                                                         | Giappone                                                                         | 1 – 0                                                                            | Svezia                                                                           | Olimpiadi 2016 - 1º turno                                                        | -                                                                                | 61’                                                                              |
| Totale                                                                           |                                                                                  | Presenze                                                                         | 2                                                                                |                                                                                  | Reti                                                                             | 1                                                                                |                                                                                  |

## Palmarès

### Nazionale
- Coppa d'Asia Under-23: 1

2016

### Individuale
- Capocannoniere della Coppa J. League: 1

2019: (7 gol)